# Naughty America
Naughty America est une société de production de films pornographiques. L'entreprise est basée à San Diego, en Californie.

## Personnalités

### Actrices produites
Ci-dessous, quelques-unes des actrices les plus connues :
- A.J. Applegate
- Aaliyah Love
- Abella Anderson
- Abella Danger
- Abigail Mac
- Adrenalynn
- Adriana Chechik
- Adrianna Luna
- Aiden Ashley
- Aiden Starr
- Aidra Fox
- Alana Evans
- Alanah Rae
- Alektra Blue
- Aletta Ocean
- Alexis Amore
- Alexis Fawx
- Alexis Texas
- Alina Li
- Allie Haze
- Amarna Miller
- Amber Lynn
- Amia Miley
- Amy Brooke
- Amy Fisher
- Amy Reid
- Ana Foxxx
- Ana Nova
- Andy San Dimas
- Angel Dark
- Angela White
- Angell Summers
- Angie Savage
- Anikka Albrite
- Anissa Kate
- Ann Marie Rios
- Anna Bell Peaks
- Annette Schwarz
- April O'Neil
- Ariana Jollee
- Ariana Marie
- Ariel X
- Ash Hollywood
- Ashley Fires
- Ashli Orion
- Aubrey Addams
- Audrey Bitoni
- August Ames
- Aurora Jolie
- Aurora Snow
- Austin Kincaid
- Ava Addams
- Ava Devine
- Bethany Benz
- Blue Angel
- Bonnie Rotten
- Brandy Aniston
- Breanne Benson
- Bree Daniels
- Bree Olson
- Brett Rossi
- Briana Banks
- Briana Blair
- Brianna Love
- Bridgette B
- Britney Amber
- Brittany Andrews
- Brooke Lee Adams
- Brynn Tyler
- Capri Anderson
- Capri Cavanni
- Carla Cox
- Carter Cruise
- Casey Calvert
- Celeste Star
- Chanel Preston
- Charley Chase
- Charlotte Stokely
- Charmane Star
- Chastity Lynn
- Cherie DeVille
- Christie Stevens
- Cindy Crawford
- Claire Dames
- Courtney Cummz
- Courtney Simpson
- Cytherea
- Daisy Marie
- Dana DeArmond
- Dana Vespoli
- Dani Daniels
- Dani Jensen
- Danica Dillon
- Darla Crane
- Darryl Hanah
- Deauxma
- Debi Diamond
- Devon Lee
- Diamond Foxxx
- Diana Doll
- Dillion Harper
- Dyanna Lauren
- Dylan Ryder
- Elexis Monroe
- Elsa Jean
- Erica Fontes
- Eva Angelina
- Eva Lovia
- Faye Reagan
- Faye Runaway
- Felony
- Flower Tucci
- Francesca Le
- Franceska Jaimes
- Gen Padova
- Gia Paloma
- Gianna Lynn
- Gianna Michaels
- Gina Lynn
- Gina Valentina
- Ginger Lynn
- Gracie Glam
- Haley Paige
- Heather Starlet
- Heidi Mayne
- Hillary Scott
- Holly Hendrix
- Holly Michaels
- Holly Wellin
- Ice La Fox
- Inari Vachs
- India Summer
- Isabella Soprano
- Isis Love
- Isis Taylor
- Jacy Andrews
- Jada Fire
- Jada Stevens
- Jade Starr
- Jaelyn Fox
- Jana Jordan
- Janet Mason
- Jasmine Byrne
- Jasmine Jae
- Jayden Cole
- Jayden Jaymes
- Jayna Oso
- Jazy Berlin
- Jelena Jensen
- Jenaveve Jolie
- Jenna Haze
- Jenna Presley
- Jennifer Dark
- Jennifer White
- Jessa Rhodes
- Jesse Capelli
- Jessica Bangkok
- Jessica Jaymes
- Jessica Lynn
- Jessie Andrews
- Jessie Rogers
- Jessie Volt
- Jezebelle Bond
- Jillian Janson
- Joslyn James
- Juelz Ventura
- Julia Ann
- Julia Bond
- Kagney Linn Karter
- Karina Kay
- Karlie Montana
- Katie Gold
- Katie Morgan
- Katie St. Ives
- Katja Kassin
- Katsuni
- Kaylani Lei
- Kaylynn
- Keira Nicole
- Keisha Grey
- Kelly Divine
- Kelly Kline
- Kelly Leigh
- Kendall Karson
- Kendra Lust
- Kiara Diane
- Kiki Daire
- Kimberly Kane
- Kimmy Granger
- Kinzie Kenner
- Kirsten Price
- Kleio Valentien
- Kortney Kane
- Krissy Lynn
- Kristina Rose
- Kylie Ireland
- Lacey Duvalle
- Lacey Love
- Lacie Heart
- Lana Rhoades
- Lauren Phoenix
- Layla Rivera
- Lea Lexis
- Leilani Leeane
- Lela Star
- Lexi Belle
- Lexi Lamour
- Lexi Love
- Lexi Swallow
- Lexxi Tyler
- Lezley Zen
- Lily Carter
- Lily LaBeau
- Lindsey Meadows
- Lisa Ann
- Liza Del Sierra
- Liza Harper
- Lizz Tayler
- London Keyes
- Loona Luxx
- Lorelei Lee
- Lou Charmelle
- Lucy Lee
- Luscious López
- Lyndsey Love
- Lynn LeMay
- Maddy O'Reilly
- Madelyn Marie
- Madison Ivy
- Madison Parker
- Madison Young
- Magdalene St. Michaels
- Marica Hase
- Marie Luv
- Marie McCray
- Marina Visconti
- Mason Moore
- Maya Hills
- Melanie Rios
- Mélissa Lauren
- Melissa Monet
- Melissa Moore
- Memphis Monroe
- Mia Bangg
- Mia Malkova
- Mia Rider
- Michelle Lay
- Mika Tan
- Missy Monroe
- Missy Stone
- Misti Dawn
- Misty Stone
- Monica Mayhem
- Monica Sweetheart
- Monique Alexander
- Monique Fuentes
- Nadia Styles
- Natasha Nice
- Nicki Hunter
- Nicole Aniston
- Nicole Ray
- Nikita Bellucci
- Nikita Denise
- Nikki Benz
- Nikki Delano
- Nikki Rhodes
- Nikki Sexx
- Nina Hartley
- Nina Mercedez
- Nyomi Banxxx
- Olivia O'Lovely
- Paulina James
- Penny Flame
- Penny Pax
- Peta Jensen
- Phoenix Marie
- Piper Perri
- Presley Hart
- Priya Rai
- Puma Swede
- Rachel Roxxx
- Rachel Starr
- Rachele Richey
- Raven Alexis
- Raven Rockette
- Raylene
- RayVeness
- Rebecca Bardoux
- Rebecca Linares
- Rebecca Love
- Regan Reese
- Remy LaCroix
- Renae Cruz
- Rikki Six
- Riley Evans
- Riley Mason
- Riley Reid
- Riley Shy
- Rio Mariah
- Rita Faltoyano
- Romi Rain
- Roxanne Hall
- Roxy Deville
- Ryan Keely
- Sabrina Maree
- Samantha Bentley
- Samantha Ryan
- Samantha Saint
- Samantha Sin
- Sammie Rhodes
- Sandra Romain
- Sandra Shine
- Sara Luvv
- Sarah Blake
- Sarah Shevon
- Sarah Vandella
- Sasha Grey
- Satine Phoenix
- Sativa Rose
- Savannah Stern
- Selena Rose
- Selena Steele
- Sharon Kane
- Sharon Wild
- Shawna Leneé
- Shay Sights
- Shay Sweet
- Shayla LaVeaux
- Sheena Shaw
- Sheila Marie
- Shy Love
- Shyla Stylez
- Sindee Jennings
- Sinnamon Love
- Skin Diamond
- Sophie Dee
- Sovereign Syre
- Stella Cox
- Stephanie Swift
- Summer Brielle
- Sunny Lane
- Sunny Leone
- Syren De Mer
- T. J. Hart
- Tabitha Stevens
- Tanner Mayes
- Tanya James
- Tara Lynn Foxx
- Tarra White
- Taryn Thomas
- Tasha Reign
- Taylor Rain
- Taylor Vixen
- Taylor Wane
- Teagan Presley
- Teri Weigel
- Tia Tanaka
- Tiffany Doll
- Tiffany Mynx
- Tina Tyler
- Tori Black
- Tory Lane
- Trina Michaels
- Trinity Post
- Trinity St. Clair
- Valentina Nappi
- Vanessa Blue
- Velicity Von
- Veronica Avluv
- Veronica Rayne
- Vicki Chase
- Vicky Vette
- Whitney Westgate
- Yurizan Beltran
- Zoe Voss
- Zoey Holloway